# Okres Hollabrunn
Okres Hollabrunn je rakouským politickým okresem ve spolkové zemi Dolní Rakousko. Jeho centrem je Hollabrunn.

## Poloha okresu
Okres najdeme v severní části Dolního Rakouska. Na severu sousedí s Českou republikou (přesněji řečeno s Jihomoravským krajem, okresem Znojmo), na západě s okresem Horn, malou část hranic má také na jihozápadě společnou s okresem Kremže. Dále sousedí na jihu s okresem Tulln, na jihovýchodě s okresem Korneuburg a na východě s okresem Mistelbach. Vzdálenost z okresního města Hollabrunn do zemského hlavního města St. Pöltenu je přibližně 75 km.

## Povrch okresu
Drtivá většina plochy okresu má nadmořskou výšku 200-400 m. Území odvodňuje více řek. Například Schmida (přítok Dunaje) nebo Pulkau (přítok Dyje). Přirozenou hranicí mezi Dolním Rakouskem a Jižní Moravou je v této oblasti řeka Dyje.

## Správní členění
Okres Hollabrunn sestává ze 24 obcí; z toho 6 měst a 15 městysů. V závorkách je uveden počet obyvatel ke dni 1. dubnu 2009.

### Města
- Hardegg (1387)
- Hollabrunn (11 321)
- Maissau (1892)
- Pulkau (1547)
- Retz (4216)
- Schrattenthal (863)

### Městysy
- Göllersdorf (2941)
- Grabern (1411)
- Guntersdorf (1117)
- Hadres (1703)
- Haugsdorf (1647)
- Hohenwarth-Mühlbach am Manhartsberg (1279)
- Mailberg (583)
- Nappersdorf-Kammersdorf (1285)
- Pernersdorf (1030)
- Ravelsbach (1711)
- Seefeld-Kadolz (962)
- Sitzendorf an der Schmida (2175)
- Wullersdorf (2389)
- Zellerndorf (2594)
- Ziersdorf (3291)

### Obce

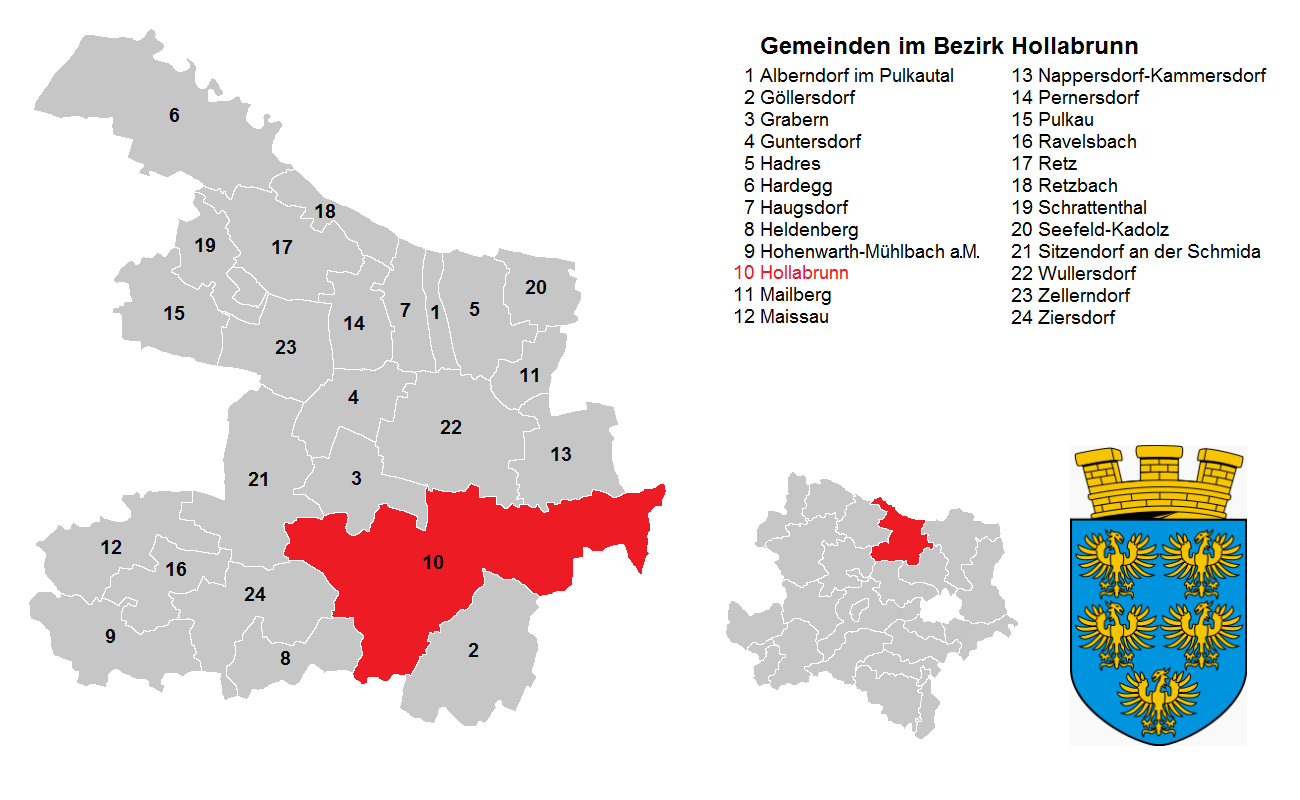
Obce v okrese Hollabrunn

- Alberndorf im Pulkautal (732)
- Heldenberg (1159)
- Retzbach (1058)